# Tour de França de 1968
L'edició del Tour de França 1968 va ser la darrera edició sota la fórmula d'equips nacionals. Els controls antidopatge es faran quotidians després de la mort de Tom Simpson en l'edició anterior. Els primers comissaris en moto fan la seva aparició a la cursa.
Raymond Poulidor es veurà obligat a abandonar després de patir un accident en xocar amb un motorista durant el transcurs de la 15a etapa.
Jan Janssen es converteix en el primer neerlandès a guanyar el Tour de França, fent-ho, a més, sense vestir el mallot groc en cap moment.
Es crea una nova classificació: la combinada. Valora la classificació general, la classificació per punts i la muntanya. El mallot que el distingeix és blanc.

## Resultats

### Classificació general
| Classificació General                 | Classificació General | Classificació General | Classificació General |
| ------------------------------------- | --------------------- | --------------------- | --------------------- |
| 1.                                    | Jan Janssen           | Països Baixos         | 133h49'42"            |
| 2.                                    | Herman Van Springel   | Bèlgica               | a 38"                 |
| 3.                                    | Ferdinand Bracke      | Bèlgica               | a 3'03"               |
| 4.                                    | Gregorio San Miguel   | Espanya               | a 3'17"               |
| 5.                                    | Roger Pingeon         | França                | a 3'29"               |
| 6.                                    | Rolf Wolfshohl        | Alemanya              | a 3'46"               |
| 7.                                    | Lucien Aimar          | França                | a 4'44"               |
| 8.                                    | Franco Bitossi        | Itàlia                | a 4'59"               |
| 9.                                    | Andrés Gandarias      | Espanya               | a 5'05"               |
| 10.                                   | Ugo Colombo           | Itàlia                | a 7'55"               |
| 110 participats, 63 acabaren la cursa |                       |                       |                       |

### Gran Premi de la Muntanya
| 1r | Aurelio González Puente | 96 pts |
| 2n | Franco Bitossi          | 84 pts |
| 3r | Julio Jiménez           | 72 pts |

### Classificació de la Regularitat
| 1r | Franco Bitossi   | 241 pts |
| 2n | Walter Godefroot | 219 pts |
| 3r | Jan Janssen      | 200 pts |

### Classificació per equips
| 1r | Espanya |

### Classificació de la combinada
| 1r | Franco Bitossi |

### Etapes
| Etapa   | Data         | Recorregut                          | km       | Guanyador               | Líder                |
| 1a (a)  | 27 de juny   | Vittel                              | 6 (CRI)  | Charly Grosskost        | Charly Grosskost     |
| 1a (b)  | 27 de juny   | Vittel - Esch-sur-Alzette           | 169      | Charly Grosskost        | Charly Grosskost     |
| 2a      | 28 de juny   | Arlon - Forest                      | 210,5    | Eric de Vlaeminck       | Charly Grosskost     |
| 3a (a)  | 29 de juny   | Forest - Forest                     | 22 (CRE) | Bèlgica A               | Herman van Springel  |
| 3a (b)  | 29 de juny   | Forest - Roubaix                    | 112      | Walter Godefroot        | Herman van Springel  |
| 4a      | 30 de juny   | Roubaix - Rouen                     | 238      | Georges Chappe          | Jean-Pierre Genet    |
| 5a (a)  | 1 de juliol  | Rouen - Bagnoles-de-l'Orne          | 165      | André Desvages          | Georges Vandenberghe |
| 5a (b)  | 2 de juliol  | Bagnoles-de-l'Orne - Dinard         | 154.5    | Jean Dumont             | Georges Vandenberghe |
| 6a      | 3 de juliol  | Dinard - An Oriant                  | 188      | Aurelio González Puente | Georges Vandenberghe |
| 7a      | 4 de juliol  | An Oriant - Nantes                  | 190      | Franco Bitossi          | Georges Vandenberghe |
| 8a      | 5 de juliol  | Nantes - Royan                      | 223      | Daniel van Rijckeghem   | Georges Vandenberghe |
| 9a      | 6 de juliol  | Royan - Bordeus                     | 137,5    | Walter Godefroot        | Georges Vandenberghe |
| 10a     | 8 de juliol  | Bordeus - Baiona                    | 202,5    | Gilbert Bellone         | Georges Vandenberghe |
| 11a     | 9 de juliol  | Baiona - Pau                        | 183,5    | Daniel van Rijckeghem   | Georges Vandenberghe |
| 12a     | 10 de juliol | Pau - Saint-Gaudens                 | 226,5    | Georges Pintens         | Georges Vandenberghe |
| 13a     | 11 de juliol | Saint-Gaudens - La Seu d'Urgell     | 208,5    | Herman Van Springel     | Georges Vandenberghe |
| 14a     | 12 de juliol | La Seu d'Urgell - Canet de Rosselló | 231,5    | Jan Janssen             | Georges Vandenberghe |
| 15a     | 13 de juliol | Font-Romeu - Albi                   | 250,5    | Roger Pingeon           | Georges Vandenberghe |
| 16a     | 14 de juliol | Albi - Aurillac                     | 199      | Franco Bitossi          | Rolf Wolfshohl       |
| 17a     | 15 de juliol | Aurillac - Saint-Étienne            | 236,5    | Jean-Pierre Genet       | Rolf Wolfshohl       |
| 18a     | 17 de juliol | Saint-Étienne - Grenoble            | 235      | Roger Pingeon           | Gregorio San Miguel  |
| 19a     | 18 de juliol | Grenoble - Sallanches               | 200      | Barry Hoban             | Herman Van Springel  |
| 20a     | 19 de juliol | Sallanches - Besançon               | 242,5    | Jos Huysmans            | Herman Van Springel  |
| 21a     | 20 de juliol | Besançon - Auxerre                  | 242      | Eric Leman              | Herman Van Springel  |
| 22a (a) | 21 de juliol | Auxerre - Melun                     | 136      | Maurice Izier           | Herman Van Springel  |
| 22a (b) | 22 de juliol | Melun - París                       | 55 (CRI) | Jan Janssen             | Jan Janssen          |